# Proasellus malagensis
Proasellus malagensis és una espècie de crustaci isòpode pertanyent a la família dels asèl·lids.

## Hàbitat
És una espècie demersal.

## Distribució geogràfica
Es troba a un pou a l'oest de la carretera Ronda-Jimena de la Frontera, a 3,5 km del límit entre les províncies de Màlaga i Cadis (província de Màlaga, l'Estat espanyol).